# رالف أ. سوير
رالف أ. سوير (بالإنجليزية: Ralph A. Sawyer)‏ هو فيزيائي أمريكي، ولد في 5 يناير 1895 في Atkinson, New Hampshire ‏ في الولايات المتحدة، وتوفي في 6 ديسمبر 1978 في آن آربر في الولايات المتحدة.

## وصلات خارجية
- رالف أ. سوير على موقع مونزينجر (الألمانية)